# Asambleas presidenciales del Partido Demócrata de 2008 en Iowa
Las asambleas presidenciales demócratas de Iowa de 2008 tuvo lugar el 3 de enero de ese año y fue el caucus estatal del Partido Demócrata de Iowa. Fue la primera elección para los demócratas de las elecciones presidenciales de Estados Unidos de 2008. También conocido como "el caucus de Iowa" o "el Primer Caucus de la Nación", fue la primera elección de la temporada de primarias tanto para el bando demócrata como para el republicano. De los ocho principales candidatos presidenciales demócratas, el entonces senador Barack Obama de Illinois recibió la mayor cantidad de votos y finalmente fue declarado ganador del caucus demócrata de Iowa de 2008, convirtiéndolo en el primer afroamericano en ganar las asambleas. El exsenador John Edwards de Carolina del Norte ocupó el segundo lugar y la entonces senadora Hillary Clinton de Nueva York terminó en tercer lugar, aunque Clinton recibió más delegados que Edwards. La campaña había comenzado dos años antes del evento.

## Historia del 'caucus'
Los Caucus de Iowa han sido históricamente los primeros celebrados en los Estados Unidos. El caucus marcó el inicio tradicional y formal del proceso de selección de delegados para las elecciones presidenciales de Estados Unidos de 2008, y el proceso en el que miembros del Partido Demócrata se reunieron para tomar decisiones políticas.
La ley del estado de Iowa exige que su caucus se lleve a cabo al menos ocho días antes de cualquier otra reunión, caucus o primaria para el proceso de nominación presidencial. Por lo tanto, los Caucus de Iowa siempre han hecho tradicionalmente a Iowa el estado líder en el proceso de nominación. No solo generó controversia entre los candidatos, sino que los propios caucus atrajeron una gran cantidad de atención de los medios. Las decisiones de los habitantes de Iowa a menudo afectan el resto de la temporada de campaña. La victoria de Barack Obama en Iowa ayudó a establecerlo como uno de los candidatos demócratas a la cabeza de 2008 y fue un primer paso hacia su eventual nominación.

## Proceso
Los caucus siguieron los procedimientos regulares del proceso del Partido Demócrata. Cualquier votante que fuera un demócrata registrado y residente de Iowa era elegible para participar en el evento. Las personas podrían haber optado por registrarse o cambiar su afiliación a un partido en la puerta de los locales donde las asambleas tuvieron lugar. Se estimó que el 60% de los asistentes al caucus lo habían hecho por primera vez. Todos los asistentes al caucus se reunieron en edificios públicos o escuelas en sus respectivos recintos y se dividieron en grupos; cada grupo representó a un candidato. La votación se realizó a viva voz. Para ser viable, cada grupo de preferencia o candidato necesitaba al menos el 15% de los votos de los asistentes al caucus. Si un candidato recibió menos del 15% de los votos de los asistentes al caucus, entonces los partidarios de ese candidato no viable tenían 30 minutos para unirse al grupo de un candidato viable, unirse al grupo de otro candidato no viable para hacer viable al candidato, unirse a un grupo no comprometido, o elegir no ser contado como votante.
En Iowa, había 1.784 locales para las asambleas. Cada grupo de preferencia viable en cada caucus eligió un cierto número de delegados (proporcional al tamaño del grupo) que representaría al candidato en las convenciones del condado. Hay 99 condados en Iowa, y sus convenciones demócratas se llevaron a cabo el 15 de marzo de 2008. En estas convenciones, se eligió un subconjunto de delegados para asistir al distrito y luego a las convenciones estatales. En la Convención Estatal del Partido Demócrata de Iowa el 14 de junio de 2008, se eligió un subconjunto de delegados para asistir a la Convención Nacional Demócrata que se llevó a cabo del 25 al 28 de agosto de 2008 en Denver, Colorado. Como en las asambleas electorales, los delegados comprometidos a la convención nacional representaron proporcionalmente a los candidatos en comparación con los resultados de la asamblea estatal.

## Encuestas pre-asambleas
Antes de los caucus, el Des Moines Register informó que, durante una encuesta de 800 probables asistentes al caucus demócrata entre el 27 al 30 de diciembre de 2007, los candidatos obtuvieron los siguientes resultados:
- Barack Obama - 32%
- Hillary Clinton - 25%
- John Edwards - 24%
- Bill Richardson - 6%
- Joe Biden - 4%
- Christopher Dodd - 2%
- Dennis Kucinich - 1%
- Mike Gravel - 0%
- Indecisos/No comprometidos - 6%

Los resultados de arriba tienen un margen de error de ±3.5 puntos porcentuales.
Los resultados de Barack Obama en las encuestas de opinión subieron del 28% en la encuesta de Des Moines Register a fines de noviembre de 2007. Esto fue en parte resultado de una "afluencia dramática de asistentes a las asambleas por primera vez, incluido un bloque considerable de independientes". Hillary Rodham Clinton se mantuvo en un 25% constante, mientras que John Edwards se mantuvo casi sin cambios cuando sus índices de audiencia aumentaron al 24% desde el 23% en noviembre. Aproximadamente un tercio de los posibles asistentes a los caucus dijeron que podrían haber sido persuadidos de elegir un candidato diferente antes de los caucus.
Los resultados de diciembre de la encuesta de Des Moines Register también mostraron una brecha ampliada entre la competencia a tres bandas por el liderazgo (Clinton, Edwards y Obama) y el resto de los candidatos demócratas. Ningún otro demócrata recibió más del 6% de apoyo de los asistentes al caucus.
El treinta por ciento de la población de la muestra de la encuesta de Des Moines Register dijo que la capacidad de un candidato para lograr un cambio en los Estados Unidos era lo más importante para ellos; El 27% dijo que un candidato que tuviera más éxito en unificar el país habría tenido prioridad en sus votos. La mayoría de los asistentes al caucus también dijeron que Obama era fuerte en ambas áreas. El 18% de la población de la muestra consideró que tener la experiencia y la competencia para liderar era el aspecto más importante de un candidato; Hillary Clinton recibió la mejor calificación en este rasgo. Sólo el 6% de la población de la muestra dijo que estar en mejores condiciones de ganar las elecciones generales era la máxima prioridad; Clinton, de nuevo, obtuvo la mejor calificación en este rasgo.

## Resultados

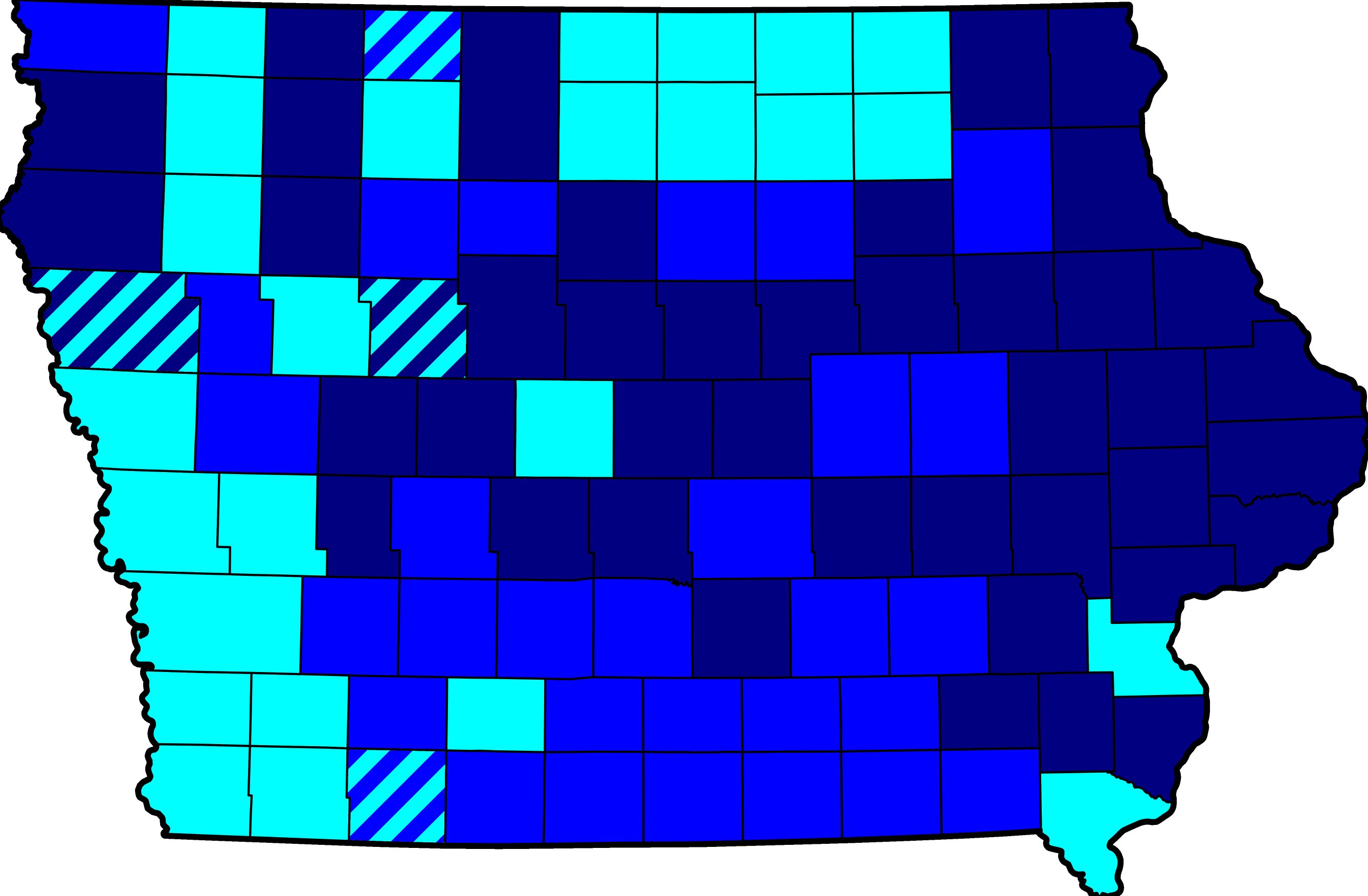
El mapa muestra el resultado por condados.
Barack Obama
John Edwards
Hillary Clinton

### Resultados del caucus
Fecha de la asamblea: 3 de enero de 2008
Delegados nacionales comprometidos determinados: 0 (de 45)
| Resultados de las Asambleas Presidenciales Demócratas de Iowa – 2008 | Resultados de las Asambleas Presidenciales Demócratas de Iowa – 2008 | Resultados de las Asambleas Presidenciales Demócratas de Iowa – 2008 | Resultados de las Asambleas Presidenciales Demócratas de Iowa – 2008 | Resultados de las Asambleas Presidenciales Demócratas de Iowa – 2008 | Resultados de las Asambleas Presidenciales Demócratas de Iowa – 2008 |
| Partido                                                              | Partido                                                              | Candidato                                                            | Votos (Equivalentes a Delegados Estatales)                           | Porcentaje                                                           | Delegados Nacionales Comprometidos (proyectados el 3 de enero)       |
| -------------------------------------------------------------------- | -------------------------------------------------------------------- | -------------------------------------------------------------------- | -------------------------------------------------------------------- | -------------------------------------------------------------------- | -------------------------------------------------------------------- |
|                                                                      | Demócrata                                                            | Barack Obama                                                         | 940                                                                  | 37.6%                                                                | 16                                                                   |
|                                                                      | Demócrata                                                            | John Edwards                                                         | 744                                                                  | 29.7%                                                                | 14                                                                   |
|                                                                      | Demócrata                                                            | Hillary Clinton                                                      | 737                                                                  | 29.4%                                                                | 15                                                                   |
|                                                                      | Demócrata                                                            | Bill Richardson                                                      | 53                                                                   | 2.1%                                                                 | 0                                                                    |
|                                                                      | Demócrata                                                            | Joe Biden                                                            | 23                                                                   | 0.9%                                                                 | 0                                                                    |
|                                                                      | Demócrata                                                            | No comprometidos                                                     | 3                                                                    | 0.2%                                                                 | 0                                                                    |
|                                                                      | Demócrata                                                            | Christopher Dodd                                                     | 1                                                                    | 0.0%                                                                 | 0                                                                    |
| Totales                                                              | Totales                                                              | Totales                                                              | 2,500                                                                | 100.00%                                                              | 45                                                                   |
| Participación                                                        | Participación                                                        | Participación                                                        | %                                                                    | %                                                                    | —                                                                    |